# Inverno a Madrid
Inverno a Madrid è un romanzo scritto da C. J. Sansom, ambientato a Madrid nel 1940, subito dopo la guerra civile spagnola, e pubblicato in Italia nel 2007 dalla casa editrice Sperling & Kupfer.

## Trama
Harry Brett è un soldato britannico reduce della prima guerra mondiale e, soprattutto, della battaglia di Dunkerque, che ha lasciato in lui segni morali e fisici. Soffre, infatti, di attacchi di panico e di una lieve sordità, che gli impediscono di riprendere a pieno ritmo l'attività militare.
Durante la seconda guerra mondiale, mentre Hitler avanza in Europa e la Spagna si trova sotto il governo di Francisco Franco, viene reclutato dai servizi segreti britannici, che lo inviano a Madrid come traduttore presso l'ambasciata. Il loro vero intento è farlo riavvicinare a un vecchio compagno di scuola, Sandy Forsyth, uomo d'affari inglese molto arguto, per scoprire i dettagli del progetto a cui sta lavorando, affare che potrebbe incidere sulla dipendenza economica della Spagna dalla Gran Bretagna e quindi sulle sorti dell'Europa. 
Mentre Harry vede come la Spagna sia stata devastata dalla guerra civile, viene a sapere che l'attuale compagna di Sandy è Barbara Clare, ex volontaria della croce rossa, nonché ex fidanzata del suo caro amico Bernie Piper. Questi, militante comunista, era andato in Spagna durante la guerra civile per combattere contro le brigate internazionali, ma era stato dato per morto nella battaglia del Jarama.
Harry si innamora di una semplice ragazza spagnola dal carattere deciso, Sofia Roque Casas,  Barbara intanto scopre che Bernie è ancora vivo e si trova in un campo di prigionia nei pressi di Cuenca; decisa a farlo evadere per riportarlo in Inghilterra, accetta l'aiuto di Harry e Sofia. 
Le vite dei protagonisti confluiscono in un intenso scontro contro i membri della guardia civile.
Nell'epilogo, ambientato in Inghilterra nel maggio 1947, si scoprirà che Harry è diventato insegnante di francese, Barbara interprete per uomini d'affari, mentre Bernie è perito nel 1944 durante lo sbarco in Normandia.

## Edizioni in italiano
- C. J. Sansom, Invierno en Madrid, Barcelona, Ediciones B, S.A., 2007, ISBN 978-84-666-3384-0.